# Jarred Gillett
Jarred Gavan Gillett (Gold Coast, 1º novembre 1986) è un arbitro di calcio australiano.

## Carriera
Esordisce nel 2010 in A-League Men dirigendo 15 incontri tra cui la semifinale playoff tra Adelaide Utd e Wellington Phoenix. Insignito quattro volte con lo Hyundai A-League Referee of the Year, diventa l'arbitro più premiato nella storia della A-League.
In seguito ad alcuni accordi interfederali, nel 2015 dirige alcuni incontri di J1 League, Super League indiana, Super League cinese e Saudi Pro League.
Nel 2019 entra a far parte della FA esordendo in English Football League. Nel 2021 viene promosso in Premier League. Il 25 settembre 2021 diventa così il secondo arbitro non inglese, dopo Dermot Gallagher, a dirigere un incontro di Premier League (Watford-Newcastle Utd).
Il 10 agosto 2024 ha diretto la FA Community Shield 2024 tra Manchester City e Manchester Utd.
Il 31 marzo 2025 la UEFA lo ha convocato per il campionato femminile d'Europa 2025 in Svizzera, nel ruolo di VAR, insieme alla collega Sian Massey-Ellis e all'assistente Emily Carney.